# Келлі Кларк
Келлі Кларк (англ. Kelly Clark, 26 липня 1983) — американська сноубордистка, спеціаліст із хаф-пайпу, олімпійська чемпіонка та призер Олімпійських ігор.
Келлі Кларк почала займатися сноубордингом із 8 років. З 1999 вона бере участь у міжнародних змаганнях, а вже на Олімпіаді в Солт-Лейк-Сіті 2002 року стала олімпійською чемпіонкою. У сезоні 2008/2009 Келлі стала чемпіонкою світового турне Ticket to Ride. На Олімпіаді у Ванкувері вона посіла третє місце. Аналогічного успіху вона досягла й на іграх у Сочі 2014 року.